# EV파킹서비스
EV파킹서비스 주식회사(영어: EV Parking Service, 약칭: EVPS)는 정보통신기술 기반의 전기자동차 충전기 및 주차공유 사업을 개발 및 서비스하는 업체이다.

## 역사 및 현황
2021년 9월 1일에 설립되었으며, 2023년 7월 5일에 코넥스 시장에 상장하였다.그러나 코넥스 시장에 상장한지 8개월 만인 2024년 3월 26일에 감사 의견보고서 거절을 받아서 거래가 정지되었다.